# Asserbo Slotsruin
Asserbo kloster (senere: Asserbo slot og i dag Asserbo slotsruin eller Asserbo borgruin) blev grundlagt af Biskop Absalon i 1100-tallets sidste halvdel, der inviterede franske munke fra karteuserordenen til at bebo det. Slottet lå på Absalons slægt, Hvideslægtens, jordbesiddelser i Nordsjælland lige nord for Arresø.
Asserbo slot blev i 1500-1600-tallet ramt af den store sandflugt og formodentlig forladt i begyndelsen af 1700-tallet. Slottet blev udgravet i 1849 og voldanlægget blev genskabt i 1972. Asserbo slot bestod af en hovedbygning, tårn med kælderrum, mere kælder og nogle bindingsværkshuse. Det nederste af bygningerne er bygget af store mursten – også kaldet munkesten. Asserbo slot var omgivet af en vold og man fik adgang til slottet fra nord via en vindebro.
Vest og syd for slottet ligger det gamle havbundsområde der strækker sig fra kysten via Holløse bredning til Arresø, slottet har i middelalderen været omgivet af vådområder og derfor ret utilgængeligt fra syd. Dette område er nu fyldt med sommerhuse og skov.
- Asserbo slotsruins hovedbygnings kælder - mod vest (2004).
- Slotsruinerne i slutningen af 1800-tallet
- Asserbo slotsruins hovedbygnings kælder - mod syd (2004).